# Karoline Engelhard
Karoline Engelhard (* 25. Oktober 1781 in Kassel; † 14. September 1855 in Kassel) war eine deutsche Schriftstellerin.

## Herkunft
Engelhard war die älteste Tochter des Johann Philipp Engelhard und seiner Frau Philippine Engelhard, geb. Gatterer. Sie hatte neun Geschwister, darunter den Bruder Wilhelm Gotthelf Engelhard und die Schwester Luise, die den Magdeburger Kaufmann Johann Gottlob Nathusius heiratete.

## Leben
Engelhard wuchs im väterlichen Haus in gutbürgerlichen, aufgrund der großen Kinderzahl der Eltern jedoch bescheidenen Verhältnissen in Kassel auf. Von Ende April 1805 bis September 1806 war sie als Kindermädchen bei Sophie Mereau, der damaligen Ehefrau von Clemens Brentano in Heidelberg. Mereau übte einen starken Einfluss auf sie aus.
Sie war eine pädagogische Autorin. Bekannt wurde sie als Verfasserin von „Juliens Briefen“, wenngleich sie diese zunächst unter dem Pseudonym Julie veröffentlichte. Ihre Identität wurde 1824 in Philippi's Merkur (Literaturblatt Nr. 5) aufgedeckt. Friedrich Wilhelm Strieder, der Engelhard in Marburg zusammen mit Sophie Mereau kennengelernt hatte, bestätigte das Pseudonym in seiner Grundlage zu einer Hessischen Gelehrten-, Schriftsteller- und Künstler-Geschichte.
Engelhard versucht, Poesie mit der sie umgebenden Realität zu verbinden, was nicht einfach war, da: "...die Poesie ... Freiheit (will), die strenge Sittlichkeit legt eherne Fesseln an; ich konnte keine von beiden lassen, und das einzige Vereinigungsmittel wurde auch nur eine Schmerzens-Saat, da es nicht gab, was beide Prinzipe wollten ... wie wenige Bewohner der poetischen Welt sind wahrhaft glücklich; die meisten gehen einen Dornenweg, welchem die Harmonie beider Welten fehlt ...", wie sie Strieder schrieb. Gemäß dem zeitgenössischen Literaturhistoriker Heinrich Kurz .. entwickelte (sie) in ihren Romanen eben so viel Geist als Gemüth ....
Einzelne ihrer Werke wurden in verschiedenen Zeitungen und Sammelwerken veröffentlicht, so dem Morgenblatt (1808), Taschenbuch für Damen (Tübingen 1809), Gubitz' Der Gesellschafter (1817), Zeitung für die elegante Welt (1822 und 1823) und der Dresdner Morgen-Zeitung. Engelhard schrieb auch Texte für Lieder, wie „Amen“ und „Wenn ich in's Bettchen steige“.
Die Künstlerin lebte in Kassel und zeitweise in Blankenburg im Harz. Sie hielt sich jeweils längere Zeiträume bei ihrer Schwester Luise in Althaldensleben auf und war oft zu Besuch in Berlin, Dresden (bei einer anderen Schwester und bei Elisa von der Recke) und Marburg.
Engelhard war mit den Brüdern Grimm, die eine Zeit lang gegenüber dem Engelhard'schen Vaterhaus in Kassel lebten, und Franz Christoph Horn befreundet. Sie blieb nach einer unglücklichen Liebe unverheiratet, begründete die „Engelhard'schen Stiftung für unvermählte Töchter“ und hatte keine Nachkommen.

## Werke
- Gesammelte Briefe von Julien, Leipzig 1806–1809, 4 Auflagen
- Der Oberförster Kraft und seine Kinder, Darstellungen der Häuslichkeit und Liebe, Von der Verfasserin von Juliens Briefen, Leipzig 1817, 2 Auflagen
- Lebensbilder. Von der Verfasserin der gesammelten Briefe von Julien, beinhaltet: Die literarische Hausfrau, Helmina, Der Väter Sitte, Die Wahl, Der Weiberfeind, Das Testament. Leipzig 1818, 2 Auflagen
- Erzählungen von der Verfasserin von Juliens Briefen, beinhaltet: Viola (Mährchen), Südliebe (Wahre Begebenheit), Die Sängerin (Wahre Geschichte), Die Grossmutter (Wahre Geschichte), Die Zigeunerin (Wahre Begebenheit), Die Männerfeindin, Die Christbescherung. Braunschweig 1821
- Bunte Reihe. Sammlung kleiner Erzählungen, von der Verfasserin von Juliens Briefen, beinhaltet: Die lebendige Todte und todte Lebendige, Schach Nadir, Der Brief, Der Hypochonder, Das Ballkleid, Die Reise in's Bad, Magdeburg 1823
- Juliens Nachlass, Von der Verfasserin von Juliens Briefen, Leipzig 1844